# Vriesea saxicola
Vriesea saxicola är en gräsväxtart som beskrevs av Lyman Bradford Smith. Vriesea saxicola ingår i släktet Vriesea och familjen Bromeliaceae. Inga underarter finns listade i Catalogue of Life.